# 中野昭慶
中野昭慶（日語：中野 昭慶，1935年10月9日—2022年6月22日）是日本電影特效導演，攝影師。長年事師於圓谷英二，並為日本當代的特攝電影和哥吉拉系列電影進行拍攝。

## 生平
出生于满洲国安东县，父親在滿洲從事鐵路工作，二戰過後畢業於新居濱小學，就讀中學時全家搬到京都。1955年就讀日本大學藝術學部，1959年於該校畢業並加入東寶電影公司的「砧撮影所」工作，1962年拜圓谷英二為師，並且成為圓谷的得力助手。
1969年，正式出師成為特攝導演，並且接替前輩有川貞昌的位子，成為東寶公司的第3代特攝導演，在1970年代的特攝電影方面作出了很大的貢獻。1984年擔當起『哥吉拉』的拍攝，1985年還受北韓金正日所託，幫忙拍攝北韓怪獸電影『平壤怪獸』
中野的特攝風格在於他專業的爆破技術，因為他爆破技術的威力，在當時得到不少的讚譽。
他于 2022年6月27日死于败血症。 86岁去世。

## 参加作品

### 電影作品
- 瘋狂大爆發（1969年）
- 哥吉拉對黑多拉（1971年）
- 激動的昭和史 沖繩決戰（1971年）
- 地球攻擊命令 哥吉拉對蓋剛（1972年）
- 哥吉拉對梅加洛（1973年）
- 人間革命（1973年）
- 日本沉沒（1973）
- 哥吉拉對機械哥吉拉（1974年）
- 諾斯特拉達姆士的大預言（1974年）
- 特異功能大作戰（1974年）
- 機械哥吉拉的逆襲（1975年）
- 東京灣燃燒（1975年）
- 人間革命續集（1976年）
- 惑星大戰爭（1977年）
- 火鳥(火の鳥)（1978年）
- 二百三高地（1980年，東映）
- 地震列島（1980年）
- 聯合艦隊（1981年）
- 大日本帝國（1982年，東映）
- 幻之湖（1982年）
- 日本海大海戰 海軍進行曲（1983年，東映）
- 哥吉拉（1984年）
- 平壤怪獸（1985年，北韓電影）
- 首都消失（1987年）
- 竹取物語（1987年）

### 電視劇作品
- 流星人間 ZONE（1973年）
- 西遊記 (1978年電視劇)（1978年）
- 猿飛佐助（1980年）
- 海にかける虹～山本五十六と日本海軍（1983年）